# Бобруйский уезд
Бобру́йский уе́зд — административная единица в составе Минского наместничества, Минской губернии Российской империи и Белорусской ССР, существовавшая в 1793—1924 годах. Центр — город Бобруйск.

## История
Бобруйский уезд в составе Минской губернии Российской империи был образован в 1793 году после 2-го раздела Речи Посполитой. В 1795—1796 годах относился к Минскому наместничеству. В 1921 году Минская губерния была упразднена и уезд перешёл в прямое подчинение Белорусской ССР.
В 1924 году уезд был упразднён.

### Театр
Своё начало бобруйский театр берёт в XVIII веке. Первую театральную труппу создали иезуиты, о деятельности которых долгое время было принято писать либо плохо, либо ничего. В библиотеке Виленского университета хранится печатная программа, датированная 1725 годом. Она сообщает, что в связи с окончанием учебного года в Бобруйске была поставлена драма «Академия мудрецов короля Александра», посвящённая взаимоотношениям Александра Македонского и Аристотеля. Известно также, что при иезуитском коллегиуме в 1760 году действовал школьный театр, который работал до 1768 года. Таким образом, история театра в Бобруйске насчитывает более 250 лет.
Самой знаменательной датой в театральной жизни Бобруйска XIX столетия была постановка первого белорусского оперно-драматического произведения «Сялянка» на музыку Манюшки и Кржыжановского. Это одно из лучших своих произведений Винцент Дунин-Мартинкевич в постановке организованной им труппы показал в 1852 году.
Спектакли в Бобруйске проходили в разных помещениях, и только в 1927 году по проекту Андрея Оля в Бобруйске началось строительство нового здания театра.

## Население
По данным переписи 1897 года в уезде проживало 255,9 тыс. чел. В том числе белорусы — 67,4 %; евреи — 19,4 %; русские — 10,0 %; поляки — 2,0 %. В уездном городе Бобруйске проживало 34 336 чел, причём евреи составляли абсолютное большинство.

## Административное деление
В 1890 году в состав уезда входило 22 волости:
| № п/п | Волость        | Волостное правление | Число селений | Население |
| ----- | -------------- | ------------------- | ------------- | --------- |
| 1     | Азарическая    | м. Азаричи          | 18            | 4714      |
| 2     | Боцевическая   | с. Бацевичи         | 60            | 8087      |
| 3     | Бортникская    | с. Бортники         | 38            | 7972      |
| 4     | Брожская       | с. Брожа            | 38            | 6275      |
| 5     | Глуская        | м. Глуск            | 50            | 5842      |
| 6     | Горбацевичская | м. Горбацевичи      | 83            | 6411      |
| 7     | Горковская     | с. Горки            | 47            | 7669      |
| 8     | Городковская   | м. Городок          | 74            | 7031      |
| 9     | Житинская      | с. Житин            | 11            | 4673      |
| 10    | Заболотская    | с. Заболотье        | 35            | 8063      |
| 11    | Замошская      | с. Замошье          | 18            | 3621      |
| 12    | Качеринская    | д. Старцы           | 39            | 7622      |
| 13    | Любоническая   | м. Любоничи         | 16            | 7550      |
| 14    | Лясковичская   | с. Заболотье        | 79            | 6930      |
| 15    | Новодорогская  | с. Новые Дороги     | 50            | 5738      |
| 16    | Осовецкая      | с. Осовец           | 45            | 6241      |
| 17    | Паричская      | м. Паричи           | 56            | 12605     |
| 18    | Рудобельская   | с. Рудобелка        | 74            | 8276      |
| 19    | Свислочская    | м. Свислочь         | 34            | 5929      |
| 20    | Степская       | с. Степы            | 67            | 11086     |
| 21    | Турковская     | с. Турки            | 34            | 10589     |
| 22    | Чернинская     | с. Чернин           | 23            | 5745      |

В 1913 году в уезде также было 22 волости.

## Населённые пункты
По переписи 1897 года наиболее крупные населённые пункты уезда:
| - город Бобруйск - 34336 чел.; - местечко Глуск - 5328 чел.; - местечко Щедрин - 4234 чел.; - местечко Паричи - 3884 чел.; - местечко Свислочь - 1787 чел.; - село Таль - 1525 чел.; - село Языль - 1368 чел.; | - местечко Азаричи - 1356 чел.; - село Залужье - 1322 чел.; - деревня Сорог - 1172 чел.; - село Павловичи - 1095 чел.; - деревня Закальное - 1067 чел.; - деревня Коротковичи - 1044 чел.; - село Житин - 1043 чел.; |